# Boitron (Orne)
Pour les articles homonymes, voir Boitron.
Boitron est une commune française, située dans le département de l'Orne en région Normandie, peuplée de 348 habitants.

## Géographie
La commune est au cœur de la campagne d'Alençon. Son bourg est à 9 km au sud-est de Sées, à 9,5 km au nord-ouest du Mêle-sur-Sarthe, à 12 km au sud-ouest de Courtomer et à 22 km au nord-est d'Alençon.
| Aunou-sur-Orne     | Aunou-sur-Orne, Trémont | Le Ménil-Guyon                                           |
| Neauphe-sous-Essai | Boitron                 | Montchevrel, Saint-Aubin-d'Appenai (sur quelques mètres) |
| Essay              | Essay, Aunay-les-Bois   | Aunay-les-Bois                                           |

### Hydrographie
La commune est située dans le bassin Loire-Bretagne. Elle est drainée par la Tanche, la Vézone, la Chrétiennerie, le ruisseau de Charbonnet, le Vénetrie et les Gages,,.
La Tanche, d'une longueur de 18 km, prend sa source dans la commune du Chalange et se jette  dans la Sarthe en limite de Ventes-de-Bourse et de Saint-Léger-sur-Sarthe, après avoir traversé neuf communes. 

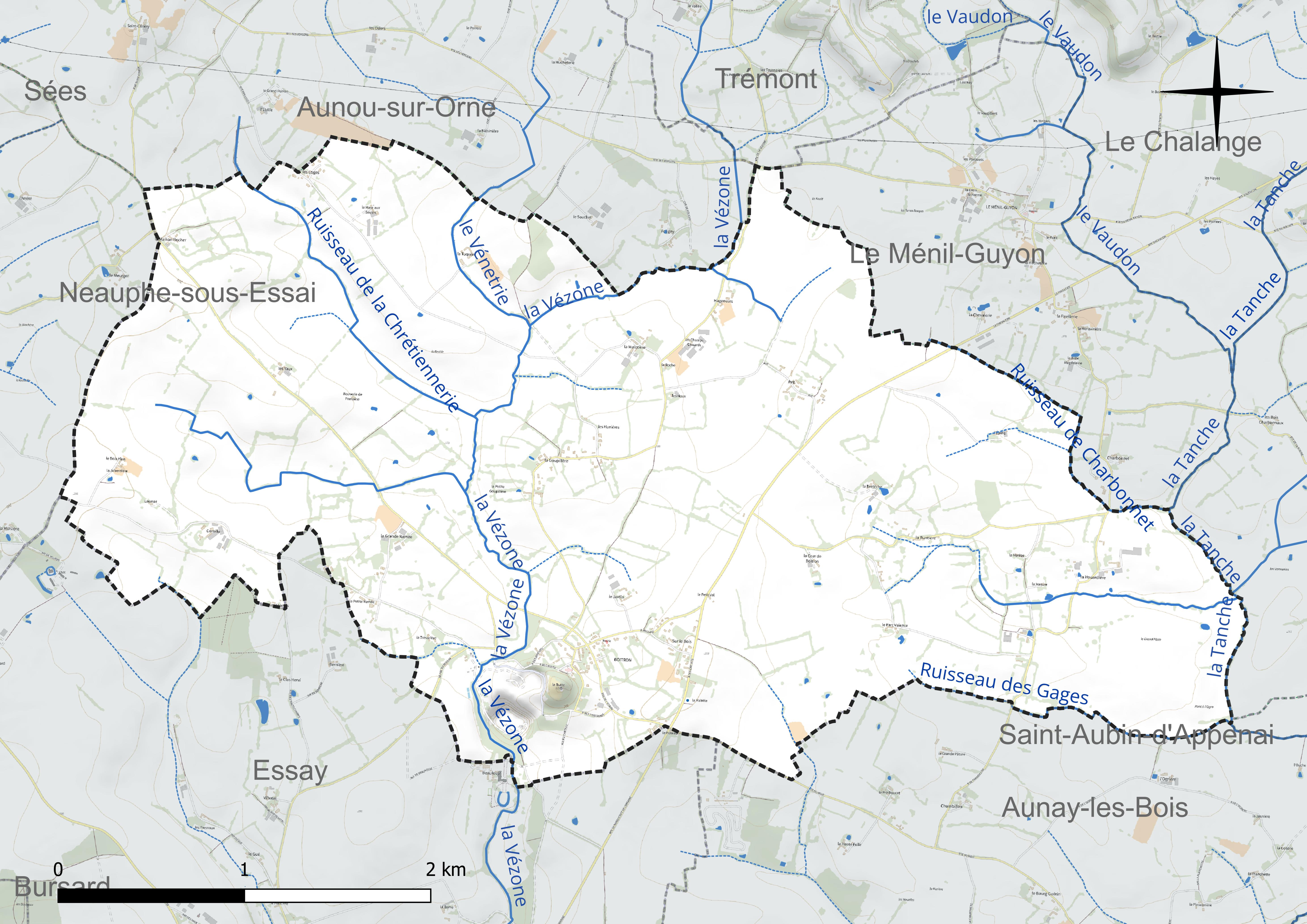
Réseau hydrographique de Boitron.

La Vézone, d'une longueur de 20 km, prend sa source dans la commune de Trémont et se jette  dans la Sarthe en limite de Hauterive et du Ménil-Brout, après avoir traversé huit communes. 

### Climat
Pour des articles plus généraux, voir Climat de la Normandie et Climat de l'Orne.
En 2010, le climat de la commune est de type climat océanique dégradé des plaines du Centre et du Nord, selon une étude du CNRS s'appuyant sur une série de données couvrant la période 1971-2000. En 2020, Météo-France publie une typologie des climats de la France métropolitaine dans laquelle la commune est exposée à un climat océanique altéré et est dans la région climatique Normandie (Cotentin, Orne), caractérisée par une pluviométrie relativement élevée (850 mm/a) et un été frais (15,5 °C) et venté. Parallèlement le GIEC normand, un groupe régional d’experts sur le climat, différencie quant à lui, dans une étude de 2020, trois grands types de climats pour la région Normandie, nuancés à une échelle plus fine par les facteurs géographiques locaux. La commune est, selon ce zonage, exposée à un « climat des plateaux abrités », se caractérisant par une pluviométrie et des contraintes thermiques modérées mais aussi, par effet de continentalité, des températures plus contrastées qu'au nord dans la plaine de Caen, avec communément 10 à 15 jours par an de plus de froid en hiver et de chaleur en été.
Pour la période 1971-2000, la température annuelle moyenne est de 10 °C, avec une amplitude thermique annuelle de 14 °C. Le cumul annuel moyen de précipitations est de 762 mm, avec 12,1 jours de précipitations en janvier et 7,8 jours en juillet. Pour la période 1991-2020, la température moyenne annuelle observée sur la station météorologique la plus proche, située sur la commune de Villeneuve-en-Perseigne à 13 km à vol d'oiseau, est de 10,8 °C et le cumul annuel moyen de précipitations est de 770,2 mm,. Pour l'avenir, les paramètres climatiques de la commune estimés pour 2050 selon différents scénarios d’émission de gaz à effet de serre sont consultables sur un site dédié publié par Météo-France en novembre 2022.

## Urbanisme

### Typologie
Au 1er janvier 2024, Boitron est catégorisée commune rurale à habitat très dispersé, selon la nouvelle grille communale de densité à sept niveaux définie par l'Insee en 2022. Elle est située hors unité urbaine et hors attraction des villes,.

### Occupation des sols
L'occupation des sols de la commune, telle qu'elle ressort de la base de données européenne d’occupation biophysique des sols Corine Land Cover (CLC), est marquée par l'importance des territoires agricoles (97,8 % en 2018), une proportion identique à celle de 1990 (97,8 %). La répartition détaillée en 2018 est la suivante : terres arables (50,2 %), prairies (47,6 %), mines, décharges et chantiers (2,2 %). L'évolution de l’occupation des sols de la commune et de ses infrastructures peut être observée sur les différentes représentations cartographiques du territoire : la carte de Cassini (XVIIIe siècle), la carte d'état-major (1820-1866) et les cartes ou photos aériennes de l'IGN pour la période actuelle (1950 à aujourd'hui).

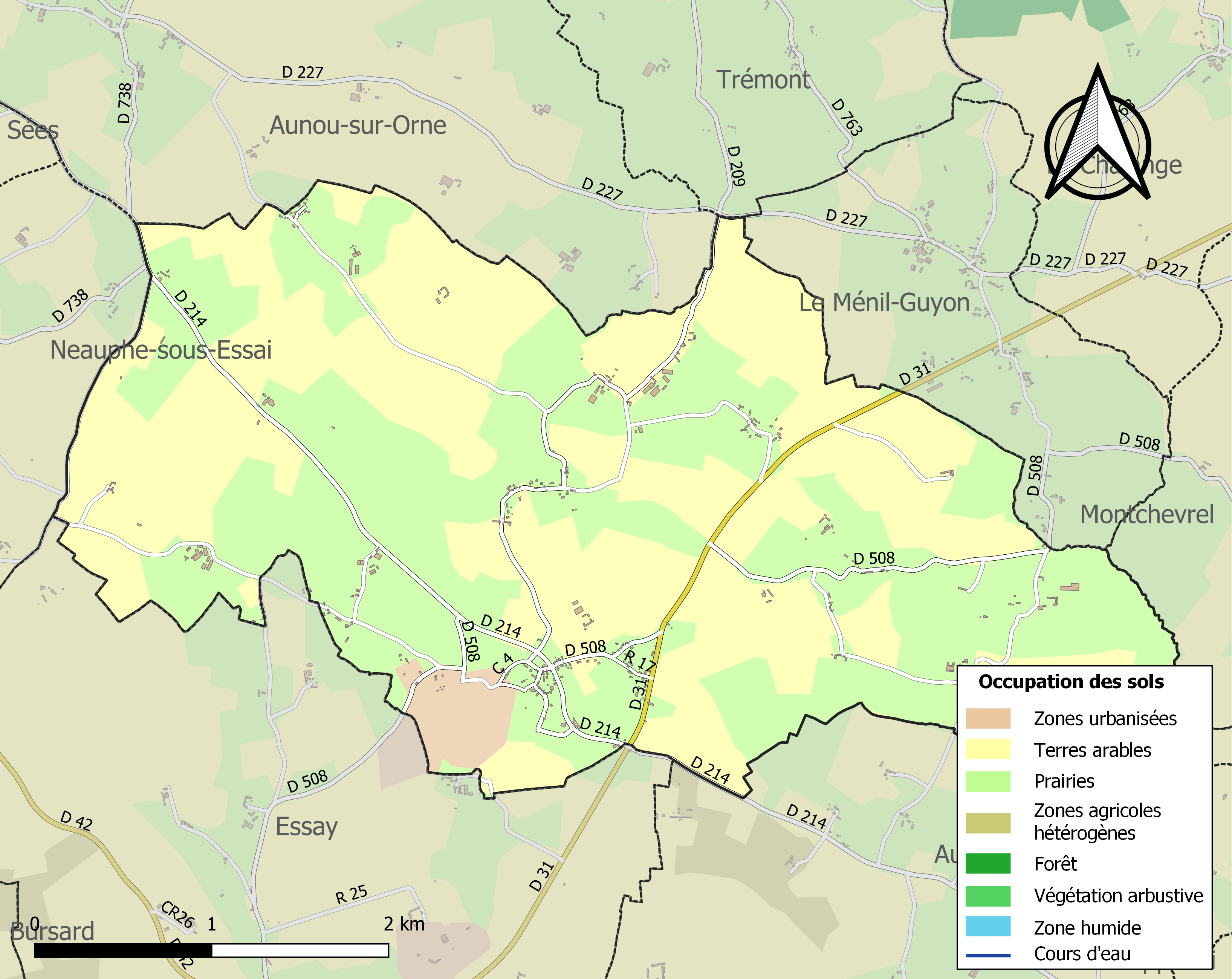
Carte des infrastructures et de l'occupation des sols de la commune en 2018 (CLC).

## Toponymie
Le nom de la localité est attesté sous les formes Beitron entre 1083 et 1089, Betrun / Battrun en 1236, Beitrun en 1250.
Le premier élément, beitr, « pâturage » au sens de droit de panage et, l'ensemble, représentant un « bois où les porcs sont à la glandée ».
 
Pour le second élément, le vieux norrois lundr, « bosquet », apparait parfois en composition sous la forme -ron / -run dans la topographie normande.
Sans certitude, il serait issu d'un anthroponyme tel que Boitier ou le germanique Bettilo(n).
Le gentilé est Boitronnais.

## Politique et administration
| Période                                  | Période  | Identité         | Étiquette | Qualité     |
| ---------------------------------------- | -------- | ---------------- | --------- | ----------- |
| juin 1995                                | En cours | Patrick Fleuriel | SE        | Agriculteur |
| Les données manquantes sont à compléter. |          |                  |           |             |

La commune fait partie de la communauté de communes des Sources de l'Orne. Le conseil municipal est composé de onze membres dont le maire et trois adjoints.

## Démographie
L'évolution du nombre d'habitants est connue à travers les recensements de la population effectués dans la commune depuis 1793. Pour les communes de moins de 10 000 habitants, une enquête de recensement portant sur toute la population est réalisée tous les cinq ans, les populations de référence des années intermédiaires étant quant à elles estimées par interpolation ou extrapolation. Pour la commune, le premier recensement exhaustif entrant dans le cadre du nouveau dispositif a été réalisé en 2007.
En 2022, la commune comptait 348 habitants, en évolution de −1,42 % par rapport à 2016 (Orne : −3,21 %, France hors Mayotte : +2,11 %).Boitron a compté jusqu'à 784 habitants en 1806.
| 1793 | 1800 | 1806 | 1821 | 1836 | 1841 | 1846 | 1851 | 1856 |
| ---- | ---- | ---- | ---- | ---- | ---- | ---- | ---- | ---- |
| 750  | 782  | 784  | 671  | 663  | 691  | 645  | 648  | 600  |

| 1861 | 1866 | 1872 | 1876 | 1881 | 1886 | 1891 | 1896 | 1901 |
| ---- | ---- | ---- | ---- | ---- | ---- | ---- | ---- | ---- |
| 583  | 555  | 579  | 529  | 505  | 475  | 453  | 460  | 440  |

| 1906 | 1911 | 1921 | 1926 | 1931 | 1936 | 1946 | 1954 | 1962 |
| ---- | ---- | ---- | ---- | ---- | ---- | ---- | ---- | ---- |
| 406  | 403  | 329  | 352  | 350  | 327  | 333  | 365  | 350  |

| 1968 | 1975 | 1982 | 1990 | 1999 | 2006 | 2007 | 2012 | 2017 |
| ---- | ---- | ---- | ---- | ---- | ---- | ---- | ---- | ---- |
| 297  | 262  | 263  | 219  | 215  | 310  | 324  | 344  | 354  |

| 2022 | - | - | - | - | - | - | - | - |
| ---- | - | - | - | - | - | - | - | - |
| 348  | - | - | - | - | - | - | - | - |

## Lieux et monuments
- Butte avec au sommet une tour visible à plusieurs kilomètres à la ronde. C'est en fait un ancien moulin bâti sur les vestiges d'un donjon médiéval. Loué par la municipalité à un propriétaire privé, il a été rénové dans les années 2000[réf. nécessaire].

La butte naturelle de 200 m de diamètre et haute de 25 à 55 m est ceinturée par trois enceintes concentriques. La plus vaste, au pied de la colline, a son arase supérieure qui s'élève de 5 à 6 m au-dessus du fond du fossé. Au sommet de la butte, un mur en arête-de-poisson délimite un espace d'une dizaine de mètre de rayon. Des objets de l'âge du bronze y aurait été découvert.
- Église Saint-Martin, d'origine romane, abritant deux statues (la Vierge au pupitre et un saint Jean) du XVIe classées au titre objet aux monuments historiques[33].
- Le domaine de Villiers, site inscrit, est en partie sur le territoire (le château est sur Essay).

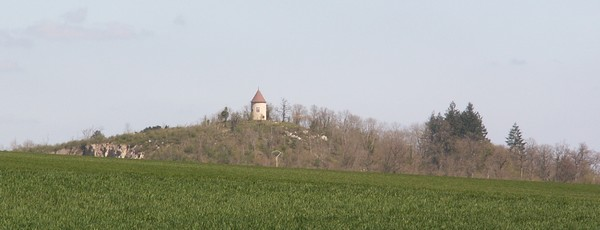
La tour.
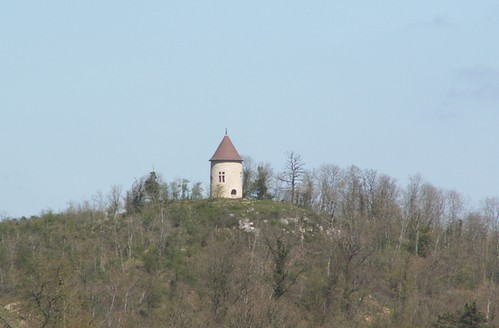
La tour.